# Сааді Ширазі
Абу-Мухамед Мусліх ад-Дін ибн Абд Аллах Ширазі (перс. ابومحمد مصلح‌الدین بن عبدالله شیرازی, більш відомий за своїм псевдонімом Сааді́, * 1210, Шираз, Іран — 1291 або 1292, Шираз, Іран) —  один з класиків перської літератури Середньовіччя.
Сааді проповідував гуманізм, викривав феодальний гніт під час панування монгольських ханів.
Основні твори — ліричні газелі та збірки дидактичних оповідань «Бустан» («Плодовий сад», 1257, у віршах) і «Ґулістан» («Трояндовий сад», 1258, у прозі).
Вперше українською уривки з «Бустану» та «Ґулістану» переклав Агатангел Кримський. Перші повні переклади українською мовою творів Сааді «Бустан» та «Ґулістан» з'явилися лише у вересні 2016 року у перекладі Романа Гамади (переклад прози) та Миколи Ільницького (переклад віршів).

## Життя
Життя Сааді поділяють на три періоди: шкільний (1205—1226), мандрівний (1226—1256) та шейхський (1256—1291). Прізвисько «Сааді» походить від імені атабека Фарсу Саада ібн Зангі (1195—1226), якому служив ще батько поета, і який взяв участь у вихованні Муслім ад-Діна. Під опікою Саада ібн Зангі Муслім ад-Дін вступив до медресе Нізамія в Багдаді. Вчився у суфійських шейхів і намагався перейнятися їхніми аскетичними ідеалами. Проте вірші, написані Сааді в той час, дихають юнацької любов'ю до життя і його радощів. 
Нашестя монголів на Іран і повалення Саада ібн Зангі в 1226 змусило Сааді втікати, і протягом 30 років доля, повна всяких злигоднів, безперервно кидала його то в один, то в інший кінець мусульманського світу. В Індії, в Суменаті, для збереження свого життя Сааді удавано прийняв віру вогнепоклонників і потім утік, убивши каменем сторожового жерця. У Мецці Сааді побував 14 разів, здебільшого добираючись туди пішки. Завдяки чудовому знанню класичної арабської мови він став проповідником в Дамаску і Баальбеку, але почав нудитися світом і усамітнився в пустелі під Єрусалимом. Тут він потрапив у полон до хрестоносців, які перевезли його на сирійське прибережжя, в Триполі, й змусили там рити окопи для фортеці. Його за 10 червінців викупив один знайомий багач з Алеппо, привіз до себе і одружив зі своєю дочкою. Рятуючись від нестерпного сімейного життя, Сааді втік до Північної Африки.
Промандрувавши крізь всю Малу Азію, Сааді опинився в рідному Ширазі 1256 року і під заступництвом Абу-Бекра, сина покійного Саада, прожив у приміському монастирі до кінця життя. «Князі, вельможі і найкращі городяни, — за висловом Девлет-шаха, — навідувалися до шейха».

## Вшанування
- В Ірані 21 квітня (за іранським календарем - 1 ордібегешт) відзначається День Сааді.

## Переклади українською
- Сааді Ширазі. Ґулістан (Трояндовий сад): поема. Переклад з перської (проза), передмова та коментарі: Роман Гамада; переклад з перської (вірші): Микола Ільницький. Тернопіль: НК-Богдан, 2016. 368 стор. (Серія "Скарби Сходу"). ISBN 978-966-10-4609-1
- Сааді Ширазі. Бустан: поема. Переклад з перської: М. Ільницький; наукова підготовка тексту, передмова, примітки та коментарі: Р. Гамада. Тернопіль: НК-Богдан, 2016. 528 стор. – (Серія "Скарби Сходу"). ISBN 978-966-10-4610-7